# Nicolae Păun
Nicolae Păun (Caracal, 19 de enero de 1999) es un futbolista rumano que juega en la demarcación de centrocampista para el Sepsi OSK de la Liga II.

## Selección nacional
Debutó con la selección de fútbol de Rumania el 14 de junio de 2022 en un partido de la Liga de Naciones de la UEFA 2022-23 contra Montenegro que finalizó con un resultado de 0-3 a favor del combinado montenegrino tras un triplete de Stefan Mugoša.

## Clubes
| Club                        | País    | Año       | Partidos | Goles |
| --------------------------- | ------- | --------- | -------- | ----- |
| KSE Târgu Secuiesc (cedido) | Rumania | 2019-2020 |          |       |
| Sepsi OSK                   | Rumania | 2020-     | 126      | 13    |

## Palmarés

### Títulos nacionales
| Título               | Club      | País    | Año  |
| -------------------- | --------- | ------- | ---- |
| Copa de Rumania      | Sepsi OSK | Rumania | 2022 |
| Supercopa de Rumania | Sepsi OSK | Rumania | 2022 |
| Copa de Rumania      | Sepsi OSK | Rumania | 2023 |
| Supercopa de Rumania | Sepsi OSK | Rumania | 2023 |